# Global RallyCrosss – Irwindale Event Center 2013
Global RallyCrosss na Irwindale Event Center 2013 – 6 runda Global RallyCross w sezonie 2013. Wyścig rozgrywany jest w ramach X-Games w Los Angeles. Zawody odbędą się 4 sierpnia na trasie wytyczonej na owalu Irwindale Event Center, a nie, jak to było dotychczas, na ulicach miasta.

## Lista startowa
| Konstruktor                     | Samochód               | Zespół                                     | Nr          | Kierowca          |
| ------------------------------- | ---------------------- | ------------------------------------------ | ----------- | ----------------- |
| Hoonigan Racing Division        | Ford Fiesta ST         | Hoonigan Racing Division                   | 43          | Ken Block         |
| LD Motorsport                   | Mini Countryman        | LD Motorsport                              | 33          | Liam Doran        |
| Marklund Motorsport             | Volkswagen Polo        | Marklund Motorsport                        | 92          | Anton Marklund    |
| Marklund Motorsport             | Volkswagen Polo        | Marklund Motorsport                        | 29          | Timur Timerzjanow |
| Olsbergs MSE                    | Ford Fiesta ST         | Olsbergs MSE                               | 18          | Patrik Sandell    |
| Olsbergs MSE                    | Ford Fiesta ST         | Rockstar Energy Olsbergs MSE               | 34          | Tanner Foust      |
| Olsbergs MSE                    | Ford Fiesta ST         | Rockstar Energy Metal Mulisha Olsbergs MSE | 38          | Brian Deegan      |
| Olsbergs MSE                    | Ford Fiesta ST         | Bluebeam Olsbergs MSE                      | 57          | Toomas Heikkinen  |
| OMSE2                           | Ford Fiesta ST         | Royal Purple OMSE2                         | 32          | Steve Arpin       |
| OMSE2                           | Ford Fiesta ST         | Rdio OMSE                                  | 77          | Scott Speed       |
| Pastrana Racing                 | Dodge Dart             | Pastrana Racing                            | 99          | Bryce Menzies     |
| Pastrana Racing                 | Dodge Dart             | Pastrana Racing                            | 199         | Travis Pastrana   |
| Rhys Millen Racing              | Hyundai Veloster       |                                            | 14          | David Sterckx     |
| Rhys Millen Racing              | Hyundai Veloster       | 67                                         | Rhys Millen |                   |
| Stéphane Verdier Racing         | Subaru Impreza WRX STI |                                            | 12          | Stéphane Verdier  |
| Subaru Puma Rallycross Team USA | Subaru Impreza WRX STI | Subaru Puma Rallycross Team USA            | 11          | Sverre Isachsen   |
| Subaru Puma Rallycross Team USA | Subaru Impreza WRX STI | Subaru Puma Rallycross Team USA            | 40          | Dave Mirra        |
| Subaru Puma Rallycross Team USA | Subaru Impreza WRX STI | Subaru Puma Rallycross Team USA            | 81          | Bucky Lasek       |

## Klasyfikacja przed wyścigiem

### Kierowcy
| Poz. | Kierowca           | Pkt. |
| ---- | ------------------ | ---- |
| 1    | Toomas Heikkinen   | 96   |
| 2    | Brian Deegan       | 62   |
| 3    | Tanner Foust       | 61   |
| 7    | Patrik Sandell     | 60   |
| 5    | Ken Block          | 58   |
| 6    | Liam Doran         | 51   |
| 7    | Steve Arpin        | 47   |
| 8    | Scott Speed        | 45   |
| 9    | Sverre Isachsen    | 34   |
| 10   | Anton Marklund     | 26   |
| 11   | Mattias Ekström    | 26   |
| 12   | Bucky Lasek        | 24   |
| 13   | Timur Timerzjanow  | 22   |
| 14   | Travis Pastrana    | 20   |
| 15   | Bryce Menzies      | 17   |
| 16   | Dave Mirra         | 16   |
| 17   | Townsend Bell      | 16   |
| 18   | Guilherme Spinelli | 14   |
| 19   | Nelson Piquet Jr.  | 13   |
| 20   | Buddy Rice         | 7    |
| 21   | Mauricio Neves     | 5    |
| 22   | Eduardo Marques    | 3    |
| 23   | Nani Roma          | 0    |
| 24   | Carlos Sainz       | 0    |

### Producenci
| Producent | Punkty |
| --------- | ------ |
| Ford      | 186    |
| Subaru    | 60     |
| Dodge     | 59     |

## Kwalifikacje
| Pozycja | Kierowca          | Zespół                   | Samochód               | Czas   |
| ------- | ----------------- | ------------------------ | ---------------------- | ------ |
| 1       | Brian Deegan      | OlsbergsMSE              | Ford Fiesta ST         | 36.753 |
| 2       | Ken Block         | Hoonigan Racing Division | Ford Fiesta ST         | 36.930 |
| 3       | Scott Speed       | DRR-SH Racing            | Ford Fiesta ST         | 37.243 |
| 4       | Liam Doran        | LD Motorsports           | Mini Countryman        | 37.403 |
| 5       | Patrik Sandell    | OlsbergsMSE              | Ford Fiesta ST         | 37.438 |
| 6       | Toomas Heikkinen  | OlsbergsMSE              | Ford Fiesta ST         | 37.449 |
| 7       | Timur Timerzjanow | Marklund Motorsport      | Volkswagen Polo        | 37.709 |
| 8       | Sverre Isachsen   | Subaru PUMA Rallycross   | Subaru Impreza WRX STI | 37.820 |
| 9       | Steve Arpin       | OMSE2                    | Ford Fiesta ST         | 37.888 |
| 10      | Tanner Foust      | OlsbergsMSE              | Ford Fiesta ST         | 38.131 |
| 11      | Travis Pastrana   | Pastrana Racing          | Dodge Dart             | 38.158 |
| 12      | Rhys Millen       | Rhys Millen Racing       | Hyundai Veloster       | 38.249 |
| 13      | Anton Marklund    | Marklund Motorsport      | Volkswagen Polo        | 38.450 |
| 14      | David Sterckx     | Rhys Millen Racing       | Hyundai Veloster       | 38.536 |
| 15      | Bryce Menzies     | Pastrana Racing          | Dodge Dart             | 38.790 |
| 16      | Dave Mirra        | Subaru PUMA Rallycross   | Subaru Impreza WRX STI | 38.817 |
| 17      | Stéphane Verdier  | Verdier Racing           | Subaru Impreza WRX STI | 39.944 |
| 18      | Bucky Lasek       | Subaru PUMA Rallycross   | Subaru Impreza WRX STI |        |

## Wyścig

### Półfinał I - 6 okr.
| Nr | Kierowca        | Zespół                 | Samochód               |
| -- | --------------- | ---------------------- | ---------------------- |
| 11 | Sverre Isachsen | Subaru PUMA Rallycross | Subaru Impreza WRX STI |
| 32 | Steve Arpin     | OMSE2                  | Ford Fiesta ST         |
| 38 | Brian Deegan    | OlsbergsMSE            | Ford Fiesta ST         |
| 40 | Dave Mirra      | Subaru PUMA Rallycross | Subaru Impreza WRX STI |

Na starcie na prowadzenie wysunął się Isachsen, na drugim miejscu znalazł się Arpin. Deeegan starał się wyprzedzić Kanadyjczyka. Isachsen skorzystał ze skrótu na pierwszym okrążeniu. W tym czasie w jednym zakręcie wypadli z toru uderzając w bandę Arpin, Deegan i Mirra. Samochód Arpina był zbyt mocno uszkodzony, by mógł pojechać dalej. Wyścig przerwano w celu usunięcia pojazdu z toru.
Wyścig wznowiono na sześć okrążeń. W restarcie udziału nie brał Arpin. Znów najlepiej wystartował Isachsen, a na drugiej pozycji znalazł się Deegan. Norweg skorzystał ze skrótu już na pierwszym okrążeniu. Na czwartym okrążeniu Mirra przebił oponę i obrócił się w nawrocie. Skorzystał on następnie ze skrótu pozostając na ostatniej pozycji. Na piątym okrążeniu skrótem pojechał Deegan, wyjeżdżając tuż za Isaschenem, który dojechał na pierwszej pozycji do mety.
| Pozycja | Kierowca        | Zespół                 | Samochód               |
| ------- | --------------- | ---------------------- | ---------------------- |
| 1       | Sverre Isachsen | Subaru PUMA Rallycross | Subaru Impreza WRX STI |
| 2       | Brian Deegan    | OlsbergsMSE            | Ford Fiesta ST         |
| 3       | Dave Mirra      | Subaru PUMA Rallycross | Subaru Impreza WRX STI |
| 4       | Steve Arpin     | OMSE2                  | Ford Fiesta ST         |

### Półfinał II - 6 okr.
| Nr | Kierowca       | Zespół              | Samochód         |
| -- | -------------- | ------------------- | ---------------- |
| 18 | Patrik Sandell | OlsbergsMSE         | Ford Fiesta ST   |
| 33 | Liam Doran     | LD Motorsports      | Mini Countryman  |
| 67 | Rhys Millen    | Rhys Millen Racing  | Hyundai Veloster |
| 92 | Anton Marklund | Marklund Motorsport | Volkswagen Polo  |

Na starcie na prowadzenie wysunął się Sandell, lecz został wyprzedzony w łuku przez Dorana. Na pierwszym okrążeniu skrótem pojechali potrącony przez Sandella Doran, Sandell, a także Marklund, który wyjechał na czwartej pozycji. Na drugim okrążeniu ze skrótu skorzystał Millen, który utrzymał trzecią pozycję. Marklund natomiast wycofał się z wyścigu. Doran utrzymał prowadzenie do końca wyścigu, a na drugiej pozycji dojechał Sandell.
| Pozycja | Kierowca       | Zespół              | Samochód         |
| ------- | -------------- | ------------------- | ---------------- |
| 1       | Liam Doran     | LD Motorsports      | Mini Countryman  |
| 2       | Patrik Sandell | OlsbergsMSE         | Ford Fiesta ST   |
| 3       | Rhys Millen    | Rhys Millen Racing  | Hyundai Veloster |
| 4       | Anton Marklund | Marklund Motorsport | Volkswagen Polo  |

### Półfinał III - 6 okr.
| Nr  | Kierowca         | Zespół                  | Samochód               |
| --- | ---------------- | ----------------------- | ---------------------- |
| 77  | Scott Speed      | OMSE2                   | Ford Fiesta ST         |
| 57  | Toomas Heikkinen | OlsbergsMSE             | Ford Fiesta ST         |
| 199 | Travis Pastrana  | Pastrana Racing         | Dodge Dart             |
| 14  | David Sterckx    | Rhys Millen Racing      | Hyundai Veloster       |
| 12  | Stéphane Verdier | Stéphane Verdier Racing | Subaru Impreza WRX STI |

Na starcie na prowadzeniu znalazł się Heikkinen, a na drugiej pozycji Speed. W nawrocie Speed pojechał za szeroko, a Pastrana awansował na drugą pozycję. Na pierwszym okrążeniu skrótem pojechali Heikkinen, Pastrana i Verdier, który pozostał na piątej pozycji. Na drugim okrążeniu ze skrótu skorzystał Sterckx wyjeżdżając na czwartej pozycji, a na trzecim Speed wyjeżdżając tuż przed Pastraną. Pastrana miał jednak większą prędkość i natychmiast odzyskał drugą pozycję. Speed utrzymywał się blisko Pastrany, ale na ostatnim okrążeniu zgasił samochód w nawrocie, dzięki czemu Pastrana mógł spokojnie dojechać na drugiej pozycji, za Heikkinenem, który prowadził przez cały wyścig.
| Pozycja | Kierowca         | Zespół                  | Samochód               |
| ------- | ---------------- | ----------------------- | ---------------------- |
| 1       | Toomas Heikkinen | OlsbergsMSE             | Ford Fiesta ST         |
| 2       | Travis Pastrana  | Pastrana Racing         | Dodge Dart             |
| 3       | Scott Speed      | OMSE2                   | Ford Fiesta ST         |
| 4       | David Sterckx    | Rhys Millen Racing      | Hyundai Veloster       |
| 5       | Stéphane Verdier | Stéphane Verdier Racing | Subaru Impreza WRX STI |

### Półfinał IV - 6 okr.
| Nr | Kierowca          | Zespół                   | Samochód               |
| -- | ----------------- | ------------------------ | ---------------------- |
| 43 | Ken Block         | Hoonigan Racing Division | Ford Fiesta ST         |
| 29 | Timur Timerzjanow | Marklund Motorsport      | Volkswagen Polo        |
| 34 | Tanner Foust      | OlsbergsMSE              | Ford Fiesta ST         |
| 99 | Bryce Menzies     | Pastrana Racing          | Dodge Dart             |
| 81 | Bucky Lasek       | Subaru PUMA Rallycross   | Subaru Impreza WRX STI |

Do wyścigu najlepiej ruszył Timerzjanow, został on jednak wyprzedzony w łuku przez Blocka. Na trzeciej pozycji znalazł się Foust, a na czwartej Menzies. Pierwsza trójka skorzystała ze skrótu na pierwszym okrążeniu. Na drugim okrążeniu skrótem pojechał Lasek, który chwilę później odpadł z wyścigu, a na trzecim Menzies wyjeżdżając na czwartej pozycji. Foust dogonił Timerzjanowa i przeprowadził na czwartym okrążeniu kilka ataków, Rosjanin jednak obronił swoją pozycję. Na piątym okrążeniu Timerzjanow za bardzo poślizgnął się w nawrocie, co wykorzystał Foust awansując na drugą pozycję. W następnym zakręcie Timerzjanow zaatakował Fousta. Doszło do kontaktu, po czym Foust otarł się o betonową barierkę. Uderzył w auto Timerzjanowa, otarł o barierę z opon i pojechał dalej. Timerzjanow, ratując się przed poślizgiem został wyprzedzony przez Menziesa. Block dowiózł pierwsze miejsce do mety.
| Pozycja | Kierowca          | Zespół                   | Samochód               |
| ------- | ----------------- | ------------------------ | ---------------------- |
| 1       | Ken Block         | Hoonigan Racing Division | Ford Fiesta ST         |
| 2       | Tanner Foust      | OlsbergsMSE              | Ford Fiesta ST         |
| 3       | Bryce Menzies     | Pastrana Racing          | Dodge Dart             |
| 4       | Timur Timerzjanow | Marklund Motorsport      | Volkswagen Polo        |
| 5       | Bucky Lasek       | Subaru PUMA Rallycross   | Subaru Impreza WRX STI |

### Wyścig ostatniej szansy - 4 okr.
| Nr | Kierowca          | Zespół                  | Samochód               |
| -- | ----------------- | ----------------------- | ---------------------- |
| 40 | Dave Mirra        | Subaru PUMA Rallycross  | Subaru Impreza WRX STI |
| 67 | Rhys Millen       | Rhys Millen Racing      | Hyundai Veloster       |
| 77 | Scott Speed       | OMSE2                   | Ford Fiesta ST         |
| 99 | Bryce Menzies     | Pastrana Racing         | Dodge Dart             |
| 92 | Anton Marklund    | Marklund Motorsport     | Volkswagen Polo        |
| 14 | David Sterckx     | Rhys Millen Racing      | Hyundai Veloster       |
| 29 | Timur Timerzjanow | Marklund Motorsport     | Volkswagen Polo        |
| 32 | Steve Arpin       | OMSE2                   | Ford Fiesta ST         |
| 12 | Stéphane Verdier  | Stéphane Verdier Racing | Subaru Impreza WRX STI |
| 81 | Bucky Lasek       | Subaru PUMA Rallycross  | Subaru Impreza WRX STI |

Timur Timerzjanow nie mógł wziąć udziału w wyścigu z powodu uszkodzeń swojego samochodu. Na starcie ruszający z drugiego rzędu Marklund zjechał od razu do wewnętrznej, by ominąć Millena, który gorzej wystartował. Szwed wpadł w samochód Sterckxa i uderzył w betonową barierę. Speed objął prowadzenie, na drugiej pozycji znalazł się Menzies, a na trzeciej Arpin. Mirra zaatakował po wewnętrznej w drugim nawrocie Laska, lecz mocno poślizgnął się w zakręcie i Lasek uderzył go w tył. Speed i Millen skorzystali ze skrótu już na pierwszym okrążeniu. Chwilę później wyścig przerwano z powodu stojącego na torze samochodu Marklunda. Kierowca, choć z trudem, wyszedł z samochodu o własnych siłach.
Wyścig wznowiono na cztery okrążenia. Kierowcy startowali z tych samych pozycji, co za pierwszym razem. Z powodu uszkodzeń swoich samochodów na starcie nie pojawili się Mirra, Marklund, Sterckx, Timerzjanow i Arpin. Speed objął prowadzenie, a na drugiej pozycji znalazł się Menzies, który został jednak wyprzedzony przez Millena po wewnętrznej. Na pierwszym okrążeniu ze skrótu skorzystali Speed, Millen i Verdier, który pozostał na ostatniej pozycji. Na drugim okrążeniu Speed wszedł za szeroko w zakręt, co wykorzystał Millen awansując na pierwszą pozycję. Lasek tymczasem pojechał skrótem wyjeżdżając na tor na czwartej pozycji. Na trzecim okrążeniu skrótem pojechał Menzies, dzięki czemu znalazł się przed Speedem. Chwilę później Menzies poślizgnął się w zakręcie prowadzącym na prostą startową i uderzył w betonową ścianę, czym zakończył swój udział w wyścigu. Millen dowiózł pierwsze miejsce do mety, a na drugiej pozycji znalazł się Speed.
| Pozycja | Kierowca          | Zespół                  | Samochód               | Okrążenia | Czas        |
| ------- | ----------------- | ----------------------- | ---------------------- | --------- | ----------- |
| 1       | Rhys Millen       | Rhys Millen Racing      | Hyundai Veloster       | 4         | 2:33.773    |
| 2       | Scott Speed       | OMSE2                   | Ford Fiesta ST         | 4         | + 00:00.889 |
| 3       | Bucky Lasek       | Subaru PUMA Rallycross  | Subaru Impreza WRX STI | 4         | + 00:04.393 |
| 4       | Stéphane Verdier  | Stéphane Verdier Racing | Subaru Impreza WRX STI | 4         | + 00:08.838 |
| 5       | Bryce Menzies     | Pastrana Racing         | Dodge Dart             | 3         | + 1 okr.    |
| 6       | Steve Arpin       | OMSE2                   | Ford Fiesta ST         | 0         | + 4 okr.    |
| 7       | Dave Mirra        | Subaru PUMA Rallycross  | Subaru Impreza WRX STI | 4         | + 4 okr.    |
| 8       | David Sterckx     | Rhys Millen Racing      | Hyundai Veloster       | 0         | + 4 okr.    |
| 9       | Anton Marklund    | Marklund Motorsport     | Volkswagen Polo        | 0         | + 4 okr.    |
| 10      | Timur Timerzjanow | Marklund Motorsport     | Volkswagen Polo        | 0         | + 4 okr.    |

### Finał - 10 okr.
| Nr  | Kierowca         | Zespół                   | Samochód               |
| --- | ---------------- | ------------------------ | ---------------------- |
| 43  | Ken Block        | Hoonigan Racing Division | Ford Fiesta ST         |
| 33  | Liam Doran       | LD Motorsports           | Mini Countryman        |
| 57  | Toomas Heikkinen | OlsbergsMSE              | Ford Fiesta ST         |
| 11  | Sverre Isachsen  | Subaru PUMA Rallycross   | Subaru Impreza WRX STI |
| 38  | Brian Deegan     | OlsbergsMSE              | Ford Fiesta ST         |
| 18  | Patrik Sandell   | OlsbergsMSE              | Ford Fiesta ST         |
| 34  | Tanner Foust     | OlsbergsMSE              | Ford Fiesta ST         |
| 199 | Travis Pastrana  | Pastrana Racing          | Dodge Dart             |
| 67  | Rhys Millen      | Rhys Millen Racing       | Hyundai Veloster       |
| 77  | Scott Speed      | OMSE2                    | Ford Fiesta ST         |

Isachsen popełnił falstart i znalazł się na prowadzeniu. Block po walce z Heikkinenem awansował na drugą pozycję, a tuż za nim podążał Doran. Na zjeździe z owalnej części Doran uderzył w samochód Blocka. Obydwaj obrócili się, Deegan wpadł na auto Dorana, i zakończył w ten sposób swój udział w wyścigu, a Sandell omijając wypadek wpadł w bariery. Heikkinen wyszedł na drugą pozycję, Foust na trzecią, a na czwartej znalazł się Pastrana. Isachsen, Heikkinen i Pastrana skorzystali ze skrótu na pierwszym okrążeniu utrzymując swoje pozycje. Na drugim okrążeniu Isachsen zjechał odbyć karę za falstart, po czym spadł na czwartą pozycję. Millen pojechał skrótem i wyjechał na szóstej pozycji, za Speedem. Isachsen utrzymywał się blisko Pastrany i już na kolejnym okrążeniu udało mu się wyprzedzić Amerykanina. Millen natomiast awansował na piątą pozycję wyprzedzając Speeda. Foust pojechał skrótem utrzymując drugie miejsce. Na piątym okrążeniu Sandell i Speed walcząc o szóstą pozycję wyjechali poza tor na wyjściu z nawrotu wyrzucając barierki i opony na trasę, które stanowiły dodatkowe utrudnienie dla przeciwników. Speed musiał wycofać się z rywalizacji, a Sandell podróżował mocno uszkodzonym samochodem tracąc do zwycięzcy wyścigu dwa okrążenia. Toomas Heikkinen utrzymał prowadzenie do mety wyścigu zdobywając złoty medal X Games. Srebro otrzymał Tanner Foust, a brąz Sverre Isachsen.
| Pozycja | Kierowca         | Zespół                   | Samochód               | Okrążenia | Czas        |
| ------- | ---------------- | ------------------------ | ---------------------- | --------- | ----------- |
| 1       | Toomas Heikkinen | OlsbergsMSE              | Ford Fiesta ST         | 10        | 6:15.573    |
| 2       | Tanner Foust     | OlsbergsMSE              | Ford Fiesta ST         | 10        | + 00:04.105 |
| 3       | Sverre Isachsen  | Subaru PUMA Rallycross   | Subaru Impreza WRX STI | 10        | + 00:09.429 |
| 4       | Rhys Millen      | Rhys Millen Racing       | Hyundai Veloster       | 10        | + 00:16.006 |
| 5       | Travis Pastrana  | Pastrana Racing          | Dodge Dart             | 9         | + 1 okr.    |
| 6       | Ken Block        | Hoonigan Racing Division | Ford Fiesta ST         | 9         | + 1 okr.    |
| 7       | Brian Deegan     | OlsbergsMSE              | Ford Fiesta ST         | 9         | + 1 okr.    |
| 8       | Patrik Sandell   | OlsbergsMSE              | Ford Fiesta ST         | 8         | + 2 okr.    |
| 9       | Scott Speed      | OMSE2                    | Ford Fiesta ST         | 5         | + 5 okr.    |
| 10      | Liam Doran       | LD Motorsports           | Mini Countryman        | 0         | + 10 okr.   |

## GRC Lites

### Lista startowa
| Zespół                | Nr | Kierowca           |
| --------------------- | -- | ------------------ |
| OlsbergsMSE           | 4  | Halid Avdagic      |
| OlsbergsMSE           | 24 | Mitchell de Jong   |
| OlsbergsMSE           | 37 | Sebastian Eriksson |
| OlsbergsMSE           | 65 | Geofrrey Sykes     |
| Set Promotion         | 55 | Alexander Westlund |
| Set Promotion         | 39 | Kevin Eriksson     |
| Set Promotion         | 15 | Reinis Nitišs      |
| Set Promotion         | 93 | Joni Wiman         |
| AD Racing             | 99 | Austin Dyne        |
| Cohesive Front Racing | 88 | Harry Cheung       |

### Kwalifikacje
| Pozycja | Kierowca           | Zespół                | Czas   |
| ------- | ------------------ | --------------------- | ------ |
| 1       | Joni Wiman         | Set Promotion         | 38.335 |
| 2       | Sebastian Eriksson | OlsbergsMSE           | 38.515 |
| 3       | Kevin Eriksson     | Set Promotion         | 38.646 |
| 4       | Reinis Nitišs      | Set Promotion         | 38.694 |
| 5       | Alexander Westlund | Set Promotion         | 39.073 |
| 6       | Mitchell de Jong   | OlsbergsMSE           | 39.132 |
| 7       | Austin Dyne        | AD Racing             | 39.520 |
| 8       | Harry Cheung       | Cohesive Front Racing | 39.880 |
| 9       | Halid Avdagic      | OlsbergsMSE           | 40.851 |
| 10      | Geoff Sykes        | OlsbergsMSE           | 40.858 |

### Wyścig ostatniej szansy - 4 okr.
| Nr | Kierowca           | Zespół                |
| -- | ------------------ | --------------------- |
| 99 | Austin Dyne        | AD Racing Ford        |
| 88 | Harry Cheung       | Cohesive Front Racing |
| 55 | Alexander Westlund | Set Promotion         |
| 65 | Geofrrey Sykes     | OlsbergsMSE           |

Na starcie prowadzenie objął Westlund, a Sykes znalazł się na drugiej pozycji. W nawrocie Sykes został wyprzedzony przez Cheunga i Dyne'a. Westlund i Cheung skorzystali ze skrótu na pierwszym okrążeniu. Sykes w tym czasie wyprzedził Dyne'a awansując na trzecie miejsce. Dyne został zdyskwalifikowany. Na trzecim okrążeniu Sykes pojechał skrótem utrzymując swoją pozycję. Cheung przez cały wyścig trzymał się blisko Westlunda i próbował go wyprzedzić. Na ostatnim okrążeniu udało mu się wyjść na prowadzenie, ale w kolejnym zakręcie Szwed odzyskał pierwsze miejsce, które dowiózł już do mety.
| Pozycja | Kierowca           | Zespół                | Okrążenia | Czas        |
| ------- | ------------------ | --------------------- | --------- | ----------- |
| 1       | Alexander Westlund | Set Promotion         | 4         | 2:45.186    |
| 2       | Harry Cheung       | Cohesive Front Racing | 4         | + 00:00.827 |
| 3       | Geofrrey Sykes     | OlsbergsMSE           | 4         | + 00:00.827 |
| 4       | Austin Dyne        | AD Racing             | 1         | DYS         |

### Finał - 10 okr.
| Nr | Kierowca           | Zespół                |
| -- | ------------------ | --------------------- |
| 93 | Joni Wiman         | Set Promotion         |
| 37 | Sebastian Eriksson | OlsbergsMSE           |
| 39 | Kevin Eriksson     | Set Promotion         |
| 24 | Mitchell de Jong   | Set Promotion         |
| 15 | Reinis Nitišs      | Set Promotion         |
| 4  | Halid Avdagic      | OlsbergsMSE           |
| 55 | Alexander Westlund | Set Promotion         |
| 88 | Harry Cheung       | Cohesive Front Racing |

Na starcie Sebastian Eriksson popełnił falstart i wysunął się na prowadzenie, ale w łuku wyprzedził go Joni Wiman. Na trzeciej pozycji znalazł się Mitchell De Jong. Wiman i Avdagic skorzystali ze skrótu na pierwszym okrążeniu. Fin utrzymał się na prowadzeniu, a Turek znalazł się na szóstej pozycji. Na drugim kółku skrótem pojechał Westlund wyprzedzając de Jonga, oraz Nitišs, który pozostał na siódmej pozycji. Na kolejnym okrążeniu ze skrótu skorzystał de Jong awansując przed Sebastiana Erikssona, ale na następnym okrążeniu Eriksson po pojechaniu skrótem odzyskał drugą lokatę. Następnie zjechał odbyć karę za falstart, po czym spadł na czwarte miejsce. Nitišs tym czasem wyprzedził Avdagica, przed którym znalazł się także Cheung, który pojechał skrótem. Na piątym okrążeniu ze skrótu skorzystał Kevin Eriksson pozostając na piątej pozycji. Na siódmym kółku Harry Cheung obrócił się w zakręcie i spadł na ostatnią pozycję. Na ostatnim okrążeniu doszło do awarii zawieszenia w samochodzie Westlunda, który musiał wycofać się z dalszej rywalizacji. Joni Wiman utrzymał prowadzenie i zdobył złoty medal, srebro przypadło Mitchellowi de Jongowi, a brąz Sebastianowi Erikssonowi.
| Pozycja | Kierowca           | Zespół                | Okrążenia | Czas        |
| ------- | ------------------ | --------------------- | --------- | ----------- |
| 1       | Joni Wiman         | Set Promotion         | 10        | 6:50.078    |
| 2       | Mitchell de Jong   | Set Promotion         | 10        | + 00:04.890 |
| 3       | Sebastian Eriksson | OlsbergsMSE           | 10        | + 00:07.540 |
| 4       | Kevin Eriksson     | Set Promotion         | 10        | + 00:13.982 |
| 5       | Reinis Nitišs      | Set Promotion         | 10        | + 00:31.066 |
| 6       | Alexander Westlund | Set Promotion         | 9         | + 1 okr.    |
| 7       | Halid Avdagic      | OlsbergsMSE           | 9         | + 1 okr.    |
| 8       | Harry Cheung       | Cohesive Front Racing | 9         | + 1 okr.    |

## Klasyfikacja po wyścigu

### Kierowcy
| Poz. | Kierowca           | Pkt. |
| ---- | ------------------ | ---- |
| 1    | Toomas Heikkinen   | 117  |
| 2    | Tanner Foust       | 78   |
| 3    | Brian Deegan       | 72   |
| 4    | Ken Block          | 70   |
| 5    | Patrik Sandell     | 69   |
| 6    | Liam Doran         | 59   |
| 7    | Scott Speed        | 53   |
| 8    | Steve Arpin        | 50   |
| 9    | Sverre Isachsen    | 50   |
| 10   | Travis Pastrana    | 32   |
| 11   | Bucky Lasek        | 30   |
| 12   | Anton Marklund     | 26   |
| 13   | Mattias Ekström    | 26   |
| 14   | Timur Timerzjanow  | 22   |
| 15   | Bryce Menzies      | 21   |
| 16   | Dave Mirra         | 18   |
| 17   | Townsend Bell      | 16   |
| 18   | Guilherme Spinelli | 14   |
| 19   | Rhys Millen        | 13   |
| 20   | Nelson Piquet Jr.  | 13   |
| 21   | Buddy Rice         | 7    |
| 22   | Stéphane Verdier   | 5    |
| 23   | Mauricio Neves     | 5    |
| 24   | Eduardo Marques    | 3    |
| 25   | David Sterckx      | 1    |
| 26   | Nani Roma          | 0    |
| 27   | Carlos Sainz       | 0    |

### Producenci
| Producent | Punkty |
| --------- | ------ |
| Ford      | 224    |
| Subaru    | 81     |
| Dodge     | 75     |

### GRC Lites
| Pozycja | Kierowca           | Punkty |
| ------- | ------------------ | ------ |
| 1       | Joni Wiman         | 63     |
| 2       | Sebastian Eriksson | 46     |
| 3       | Kevin Eriksson     | 41     |
| 4       | Alexander Westlund | 39     |
| 5       | Mitchell de Jong   | 37     |
| 6       | Austin Dyne        | 35     |
| 7       | Geofrrey Sykes     | 30     |
| 8       | Halid Avdagic      | 29     |
| 9       | Harry Cheung       | 27     |
| 10      | Reinis Nitišs      | 12     |